# ردوندو (پرتغال)
ردوندو (به پرتغالی: Redondo) یک منطقهٔ مسکونی در پرتغال است که در ناحیه اوورا واقع شده‌است. ردوندو ۳۶۹٫۵۱ کیلومتر مربع مساحت و ۷٬۰۳۱ نفر جمعیت دارد.

## خواهرخوانده
شهر Gien خواهرخواندهٔ ردوندو (پرتغال) هست.